# Ignotus Prosper
Ignotus Prosper is een personage uit de Harry Potter-boekenreeks van J.K. Rowling. Hij wordt voor het eerst genoemd in het zevende en tevens laatste deel, Harry Potter en de Relieken van de Dood. Ignotus was de jongste en meest wijze van de gebroeders Prosper.
Volgens De Vertelsels van Baker de Bard ontmoetten de gebroeders Prosper op een dag De Dood. Elke broer mocht één wens doen. Antioch wilde onoverwinnelijk zijn en kreeg de Zegevlier, Cadmus wilde zijn geliefde terug en kreeg de Steen van Wederkeer en Ignotus wilde onvindbaar zijn en kreeg de Mantel van Onzichtbaarheid. De Zegevlier van Antioch was zo'n begerenswaardig voorwerp dat hij in zijn slaap werd vermoord door een dief. Cadmus kreeg zijn geliefde terug, die alsnog niet echt tot leven kwam, en hij pleegde zelfmoord. Ignotus kon echter De Dood ontlopen door onder zijn mantel te verschuilen en leefde zo een lang leven.
De Mantel van Onzichtbaarheid werd van generatie op generatie doorgegeven en kwam zo dus bij Harry Potter terecht. Hierdoor ontdekt Harry dat Ignotus een verre voorvader van hem is.
Ignotus Prosper is begraven in Goderics Eind op dezelfde begraafplaats als de Potters. Op zijn grafsteen staat het symbool van de Relieken van de Dood.

## Trivia
Ignotus is Latijn voor "onbekend".